# Bolesław IV van Polen
Bolesław IV van Polen ook bekend als Bolesław de Kroesharige (circa 1120 - 5 januari 1173) was van 1146 tot 1173 groothertog van Polen. Hij stamde uit de Piasten-dynastie.

## Levensloop
Hij was de eerste zoon uit het tweede huwelijk van hertog Bolesław III van Polen met Salomea van Berg-Schelklingen. Na de dood van zijn vader in 1138 erfde hij de hertogdommen Mazovië en Koejavië.
Van 1141 tot 1146 stond hij aan het hoofd van de oorlog die hij en zijn broers Mieszko en Hendrik voerden tegen hun oudere halfbroer groothertog Wladislaus II om de macht in heel Polen te verwerven. Bolesław en zijn broers wonnen deze oorlog en Wladislaus werd in 1146 verdreven en opgevangen door Rooms-Duitse koning Koenraad III.  Hierdoor verplichtte Koenraad Bolesław om een hoge contributie te betalen om in Wladislaus' levensonderhoud te kunnen blijven voorzien.
Bolesław nam de macht in Polen over en werd de nieuwe groothertog. In 1147 probeerde hij de gebieden in handen van de Pruisen te veroveren, maar dat mislukte. In 1157 viel keizer Frederik I Barbarossa Polen binnen om zijn oudere halfbroer Wladislaus terug op de Poolse troon te zetten. Bolesław verloor de oorlog, maar mocht toch groothertog blijven op voorwaarde dat hij Silezië afstond aan de twee zonen van zijn halfbroer. In 1166 probeerde hij opnieuw om de Pruisen te onderwerpen, maar ook deze keer mislukte het. 
Hij was rond het jaar 1137 gehuwd met Wierchoslawa van Kiev en kreeg met haar drie kinderen:
- Bolesław (1156-1172)
- een onbekende dochter (circa 1160-na 1178), gehuwd met Vasilko Jaropolkovitsj, vorst van Sjoemsk.
- Leszek (circa 1162-1186), hertog van Mazovië

Na zijn dood werd Bolesław in 1173 als groothertog van Polen opgevolgd door zijn jongere broer Mieszko.

## Voorouders
| Voorouders van Bolesław IV van Polen | Voorouders van Bolesław IV van Polen                                           | Voorouders van Bolesław IV van Polen                                           | Voorouders van Bolesław IV van Polen                                           | Voorouders van Bolesław IV van Polen                                           |
| ------------------------------------ | ------------------------------------------------------------------------------ | ------------------------------------------------------------------------------ | ------------------------------------------------------------------------------ | ------------------------------------------------------------------------------ |
| Overgrootouders                      | Casimir I van Polen (1016-1058) ∞ Dobrognewa van Kiev (1012-1087)              | Vratislav II van Bohemen (1035-1092) ∞ Adelheid van Hongarije (1040-1062)      | ? (-) ∞ ? (–)                                                                  | Diepold II van Vohburg (-1078) ∞ Lutgard van Zähringen (1047-1119)             |
| Grootouders                          | Wladislaus I Herman van Polen (1043-1102) ∞ Judith Přemysl (1057-1086)         | Wladislaus I Herman van Polen (1043-1102) ∞ Judith Přemysl (1057-1086)         | Hendrik van Berg-Schelklingen (1050-1113) ∞ Adelheid van Mochental (-)         | Hendrik van Berg-Schelklingen (1050-1113) ∞ Adelheid van Mochental (-)         |
| Ouders                               | Bolesław III van Polen (1073-1113) ∞ Salomea van Berg-Schelklingen (1101-1144) | Bolesław III van Polen (1073-1113) ∞ Salomea van Berg-Schelklingen (1101-1144) | Bolesław III van Polen (1073-1113) ∞ Salomea van Berg-Schelklingen (1101-1144) | Bolesław III van Polen (1073-1113) ∞ Salomea van Berg-Schelklingen (1101-1144) |
| Bolesław IV van Polen (1120-1173)    |                                                                                |                                                                                |                                                                                |                                                                                |

Siemowit · Lestko · Siemomysł · Mieszko I · Bolesław I · Mieszko II Lambert · Bezprym · Mieszko II Lambert · Casimir I · Bolesław II · Wladislaus I Herman · Zbigniew · Bolesław III · Wladislaus II · Bolesław IV · Mieszko III · Casimir II · Leszek I · Wladislaus III · Mieszko IV · Koenraad · Hendrik I · Hendrik II · Koenraad · Bolesław V · Leszek II · Hendrik IV · Przemysł II · Wenceslaus II · Wenceslaus III · Wladislaus I · Casimir III · Lodewijk · Hedwig · Wladislaus II Jagiello · Wladislaus III · Casimir IV · Jan I Albrecht · Alexander · Sigismund I · Sigismund II August I · Hendrik · Anna · Stefanus Báthory · Sigismund III · Wladislaus IV · Jan II Casimir · Michaël Korybut Wiśniowiecki · Jan III Sobieski · August II · Stanislaus I Leszczyński · August II · Stanislaus I Leszczyński · August III · Stanislaus II August Poniatowski